# Vesly (Mancha)
Vesly é uma comuna francesa na região administrativa da Normandia, no departamento da Mancha. Estende-se por uma área de 22,48 km². Em 2010 a comuna tinha 735 habitantes (densidade: 32,7 hab./km²).

## Demografia
| 1962 | 1968 | 1975 | 1982 | 1990 | 1999 | - | - | - |
| --- | ---- | ---- | ---- | ---- | ---- | - | - | - |
| 693 | 646  | 568  | 522  | 535  | 541  | - | - | - |
| Para os censos de 1962 a 2006 a população legal corresponde à popolução sem duplicidades, segundo define o INSEE. |      |      |      |      |      |   |   |   |